# Vivento Technical Services
Vivento Technical Services (VTS) ist ein im Juli 2004 als GmbH & Co. KG gegründetes Tochterunternehmen der Deutschen Telekom Vivento. Es bietet Montage- und Serviceleistungen in den Bereichen Festnetz (Netzplanungen für digitale Systemtechnik) und Mobilfunk. Zeitgleich wurde mit der Gründung der VTS der Bereich Kommunikationsnetze der Network Projects & Services GmbH mit rund 350 Mitarbeitern inklusive deren gültigen Tarifverträgen (Manteltarifvertrag und Entgeltrahmentarifvertrag) in die neu gegründete Gesellschaft überführt. Anschließend folgten weitere hunderte Mitarbeiter, vorwiegend aus den technischen Aufgabenbereichen, wie zum Beispiel Netzplaner, Bauleiter, Kabelmonteure, Schaltwarte und Mitarbeiter aus dem Kundenservice, die zuvor in der Deutschen Telekom Vivento zwischengeparkt worden sind.
Die Mitarbeiter führten in der VTS alle wieder ihre gleichen Tätigkeiten aus, wie zuvor als Mitarbeiter bei der Deutschen Telekom AG, erhielten allerdings hier 10 Prozent weniger Gehalt.
Die Vivento Technical Services VTS wurde 2007 mit etwa 2000 Mitarbeitern von der Deutschen Telekom an das Gemeinschaftsunternehmen und Joint Venture Nokia Siemens Networks NSN verkauft. Pro Mitarbeiter zahlte die Telekom 500.000 Euro. Zum 1. Januar 2008 wechselten etwa 1900 Mitarbeiter mittels Betriebsübergang in die neu gegründete Tochtergesellschaft Nokia Siemens Networks-Services (NSN-S) über. Zu der zugesicherten Auftragsgarantie seitens der Telekom über einen Zeitraum von 5 Jahren und einem Volumen von etwa 450 Millionen Euro, gab die Telekom nochmals ein Geschenk von weiteren 500 Millionen Euro dazu. Für ein Jahr nach dem Betriebsübergang gilt ein Kündigungsschutz, allerdings nur bei Insolvenz der NSN-S. Diese wäre allerdings finanztechnisch überhaupt nicht möglich gewesen. In den nachfolgenden Jahren fielen Stellen weg.
Das Hauptgeschäft der NSN-S bestand durch die Übernahme der VTS in der Inspektion von oberirdischen Linien oi-L, welches die VTS von der Telekom bereits im Jahre 2007 erhalten hatte. Zahlte die Telekom an die NSN-S im Jahre 2008 noch für jeden inspizierten Mast einen Betrag von 36 Euro, erhielt die NSN-S im Jahre 2012 dann nur noch 28 Euro pro Mast. Dieses Verlustgeschäft kostete der NSN-S somit ein paar Jahre später das Leben. Am 5. Dezember 2012 wurde von der Geschäftsleitung der NSN-S (Nokia Siemens Networks Services) mitgeteilt, dass sie die NSN-S zum 31. Dezember 2013 schließt. Dies wurde darin begründet, dass das Hauptgeschäft nicht mehr profitabel sei, verlustbringend ist und das Geschäftsfeld der NSN-S somit nicht mehr zum Kerngeschäft der Nokia-Siemens-Networks (Mutterkonzern) gehört. 1200 Mitarbeiter haben ihren Job verloren und landeten auf der Straße. Einige davon konnten zur Deutschen Telekom zurückkehren.
Auf Grund Verschmelzungsvertrages vom 27. August 2012 wurde die VTS mit der Deutschen Telekom verschmolzen.